# Пион Млокосевича
Пион Млокосевича (лат. Paeonia mlokosewitschii) — вид многолетних цветковых растений рода Пион (Paeonia) монотипного семейства Пионовые (Paeoniaceae). Научное название этот вид получил в честь польского натуралиста Людвика Млокосевича. Некоторые источники рассматривают данный вид как подвид пиона крымского — Paeonia daurica subsp. mlokosewitschii (Lomakin) D.Y.Hong — в 2002 году китайский ботаник Хун Дэюань сократил его до подвида Paeonia daurica subsp. mlokosewitschii.

## Распространение и экология
В природе ареал вида охватывает Кавказ — Азербайджан, Грузия и Дагестан. Эндемик. Описан из Кахетии (город Лагодехи).
Произрастает по скалам и открытым склонам лесной зоны.

## Ботаническое описание
Корневые утолщения веретенообразные, бурые. Стебли высотой 100 и более см.
Листья дваждытройчатые, доли их продолговатые, удлиненно-яйцевидные или удлиненно-эллиптические, или же яйцевидные или обратно-коротко-заострённые, на верхней стороне сизые, покрытые восковым налётом, с нижней бледные, коротко опушённые.
Цветки широко раскрытые, диаметром до 10—12 см, жёлтые или бледно-жёлтые, лепестки при сушке по краям зеленеют.
Плоды войлочно опушённые, дугообразно-отвороченные.

## Таксономия
Вид Пион Млокосевича входит в род Пион (Paeonia) монотипного семейства Пионовые (Paeoniaceae) порядка Камнеломкоцветные (Garryales).
|  |                                      |  |                                                              |                                                              |                               |  | ещё 12 семейств (согласно Системе APG III) |  |  |            |                      |
|  |                                      |  |                                                              |                                                              |                               |  |                                            |  |  |            |                      |
|  |                                      |  |                                                              | порядок Камнеломкоцветные                                    |                               |  |                                            |  |  |            | вид Пион Млокосевича |
|  |                                      |  |                                                              | порядок Камнеломкоцветные                                    |                               |  |                                            |  |  |            | вид Пион Млокосевича |
|  | отдел Цветковые, или Покрытосеменные |  |                                                              |                                                              | монотипное семейство Пионовые |  | род Пион                                   |  |  |            |                      |
|  | отдел Цветковые, или Покрытосеменные |  |                                                              |                                                              |                               |  | род Пион                                   |  |  |            |                      |
|  |                                      |  | ещё 44 порядка цветковых растений (согласно Системе APG III) | ещё 44 порядка цветковых растений (согласно Системе APG III) |                               |  |                                            |  |  | ещё 31 вид |                      |
|  |                                      |  |                                                              | ещё 44 порядка цветковых растений (согласно Системе APG III) |                               |  |                                            |  |  |            |                      |